# 峨眉忍冬
峨眉忍冬（学名：Lonicera similis var. omeiensis）为忍冬科忍冬属下的一个变种。